# 范秀英
范秀英（1892年4月11日—2008年3月30日），女，中国四川省重庆市南岸區南坪七村人，祖籍安徽省合肥縣，享寿115岁353天，在世时为中国及世界最年长者（未經國際組織認可） 。

## 资料来源
1. ↑  重庆116岁世界第一寿星去世 生前最爱麻将 （页面存档备份，存于），搜狐新闻
2. ↑  重庆皖籍115岁婆婆故乡寻亲 的存檔，存档日期2016-03-04.，新华网安徽频道